# Oude Rijn (Kleef)
De Oude Rijn (Duits: Altrhein of Alter Rhein) is een oude rivierloop van de Rijn in de Duitse gemeente Kleef die vanaf Griethausen naar het Bijlandsch Kanaal loopt. Deze oude Rijnarm wordt ook Griethauser Altrhein genoemd en is ongeveer acht kilometer lang. 
De oude Rijntak is na het Saale-glaciaal ontstaan en is met de aanleg van het Bijlandsch Kanaal (tussen 1773 en 1776) als hoofdstroom in onbruik geraakt.
Bij Wardhausen (op km 5,6) komt het Spoykanaal dat de haven van Kleef met de Rijn verbindt, via een sluis en een gemaal, uit in de Griethauser Altrhein. Daar is ook een soort natuurlijke jachthaven met aanlegsteigers van Wassersportclub Kleve en de Clever Ruder Club. Het Spoykanaal wordt vanuit Bedburg-Hau gevoed door het afwateringssysteem van de Wetering via het beekdal Kermisdahl aan de voet van Kleef.
Stroomopwaarts voor Griethausen heet de waterloop de 'Kellener Altrein'. Deze komt vanuit het zuiden, eveneens via een gemaal aan de dijk, uit Kellen en heeft zijn oorsprong in verschillende beken en afwateringen tussen Warbeyen, Huisberden en Till.
Stroomafwaarts liggen achter de dijk op de linker oever de kernen Brienen, Wardhausen, Düffelward en Keeken. Het vlakke achterland op de linker oever tot aan Kranenburg wordt de Duffelt genoemd. De rechter oever wordt gevormd door het schiereiland Salmorth, grotendeels natuurgebied, met het dorp Schenkenschanz, een oud vestingstadje dat vroeger Nederlands territorium was. Er bestond een veerverbinding met een autopontje tussen Düffelward en Schenkenschanz maar deze werd in 2016 opgeheven.
Nabij Griethausen (op km 7,5) ligt een als industrieel monument behouden spoorbrug van de voormalige spoorlijn Zevenaar - Kleef over de Oude Rijn. De brug van honderd meter lengte is de oudste behouden gebleven stalen spoorbrug in Duitsland. De brug werd tussen 1863 en 1865 gebouwd. De brug was onderdeel van een spoorwegverbinding van Zevenaar via Elten naar Kleef. De treinen werden tussen Welle en Spyck met een veerpont over de Rijn gezet. De totale lengte van de brug inclusief het gedeelte over land is 565 meter. Oostelijk van deze oude brug loopt de Rheinstraße naar Spyck. Ten oosten daarvan gaat stroomopwaarts de Griethauser Altrhein over in de Kellener Altrhein.

## Afbeeldingen

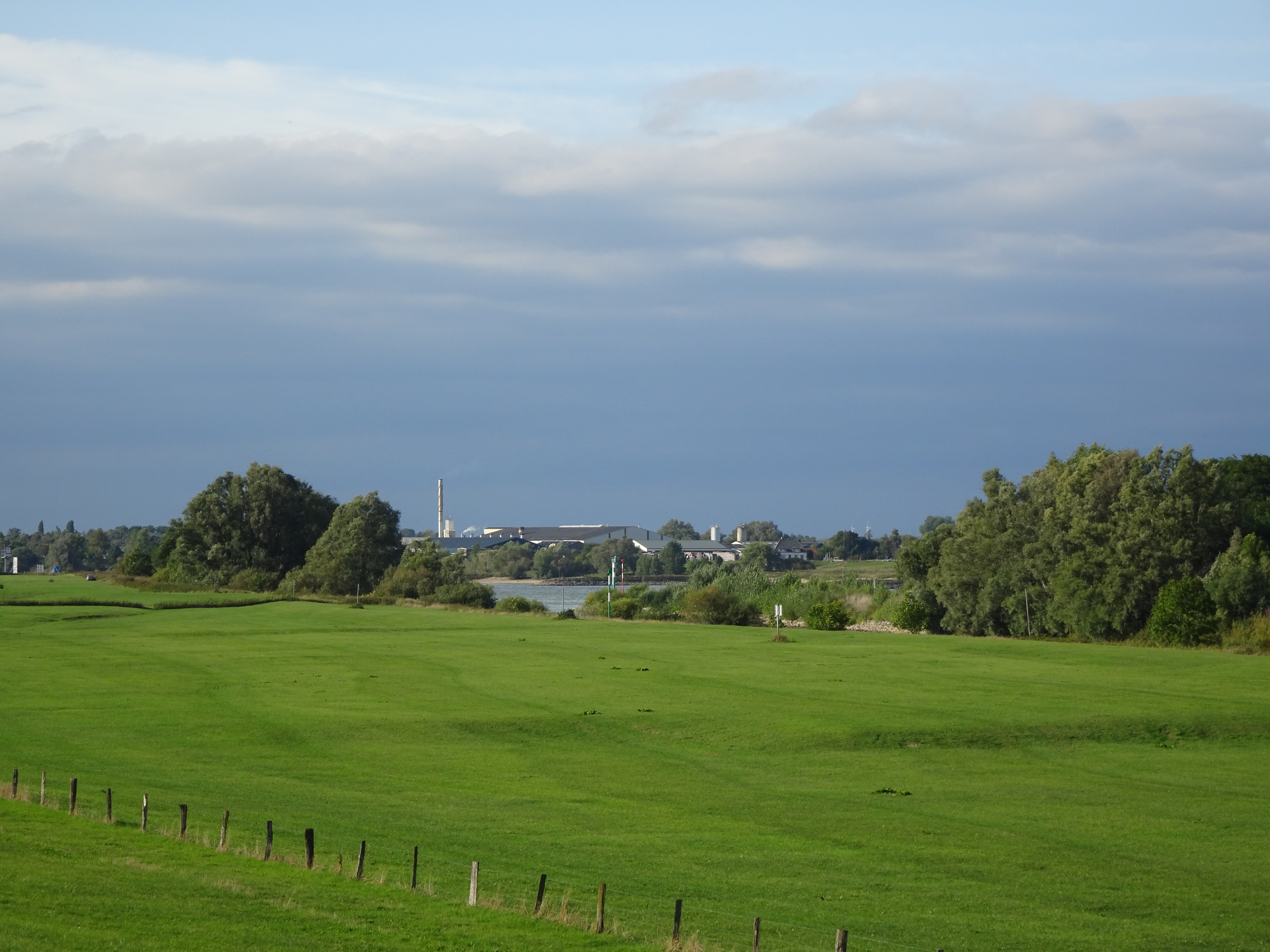
Griethauser Altrhein bij Keeken
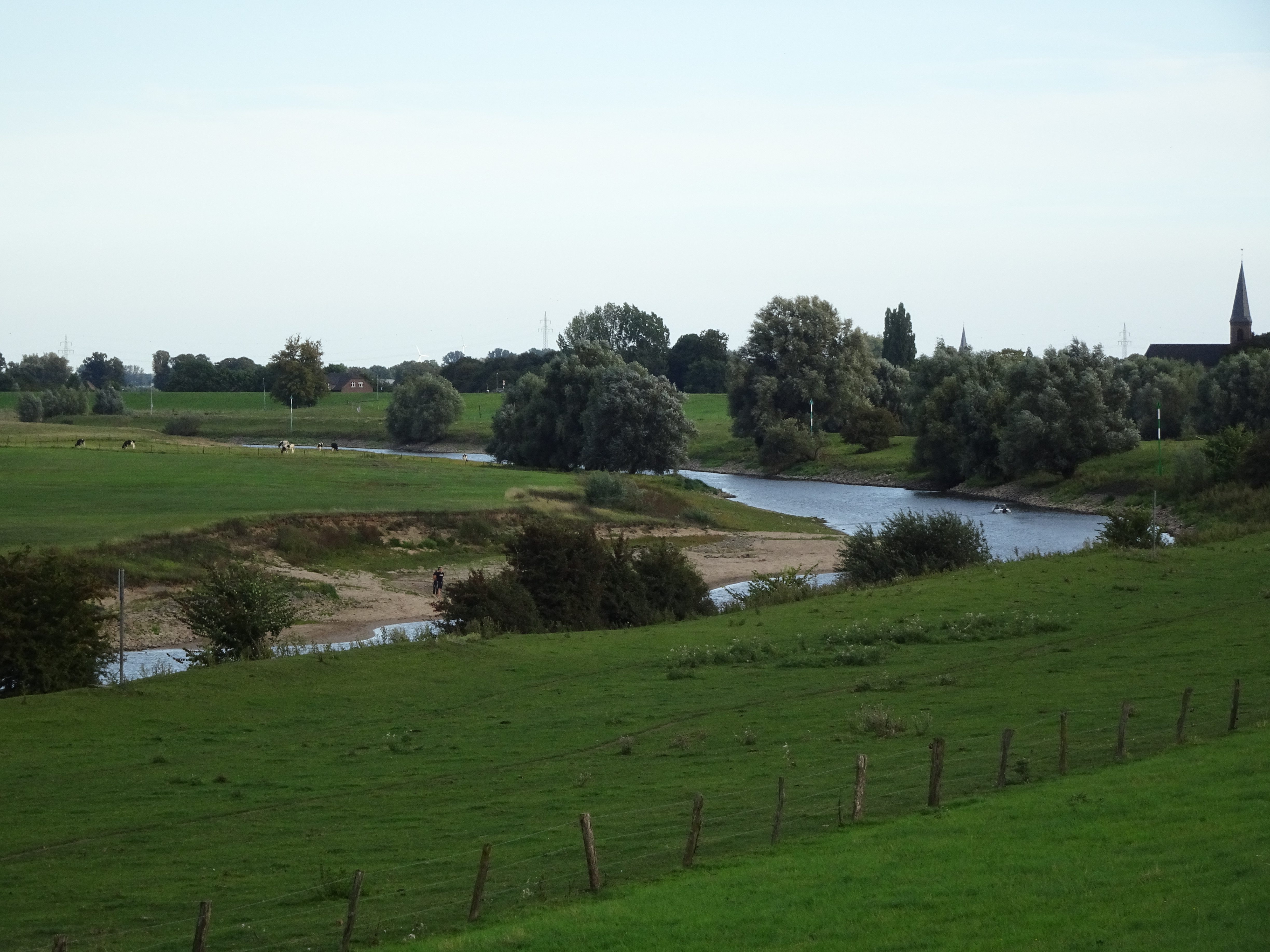
Altrhein, bocht bij Düffelward
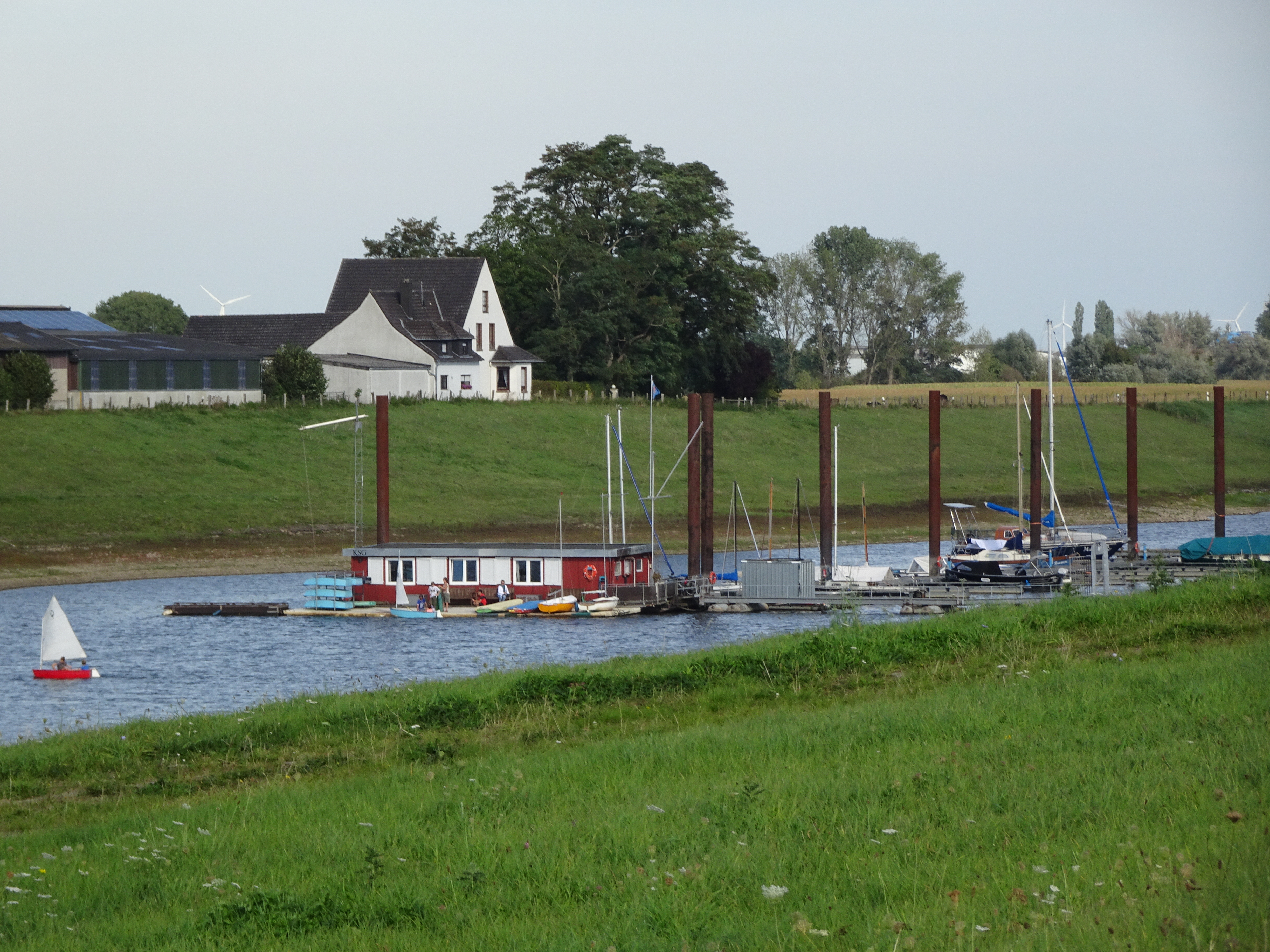
Altrhein, aanlegsteigers bij Brienen
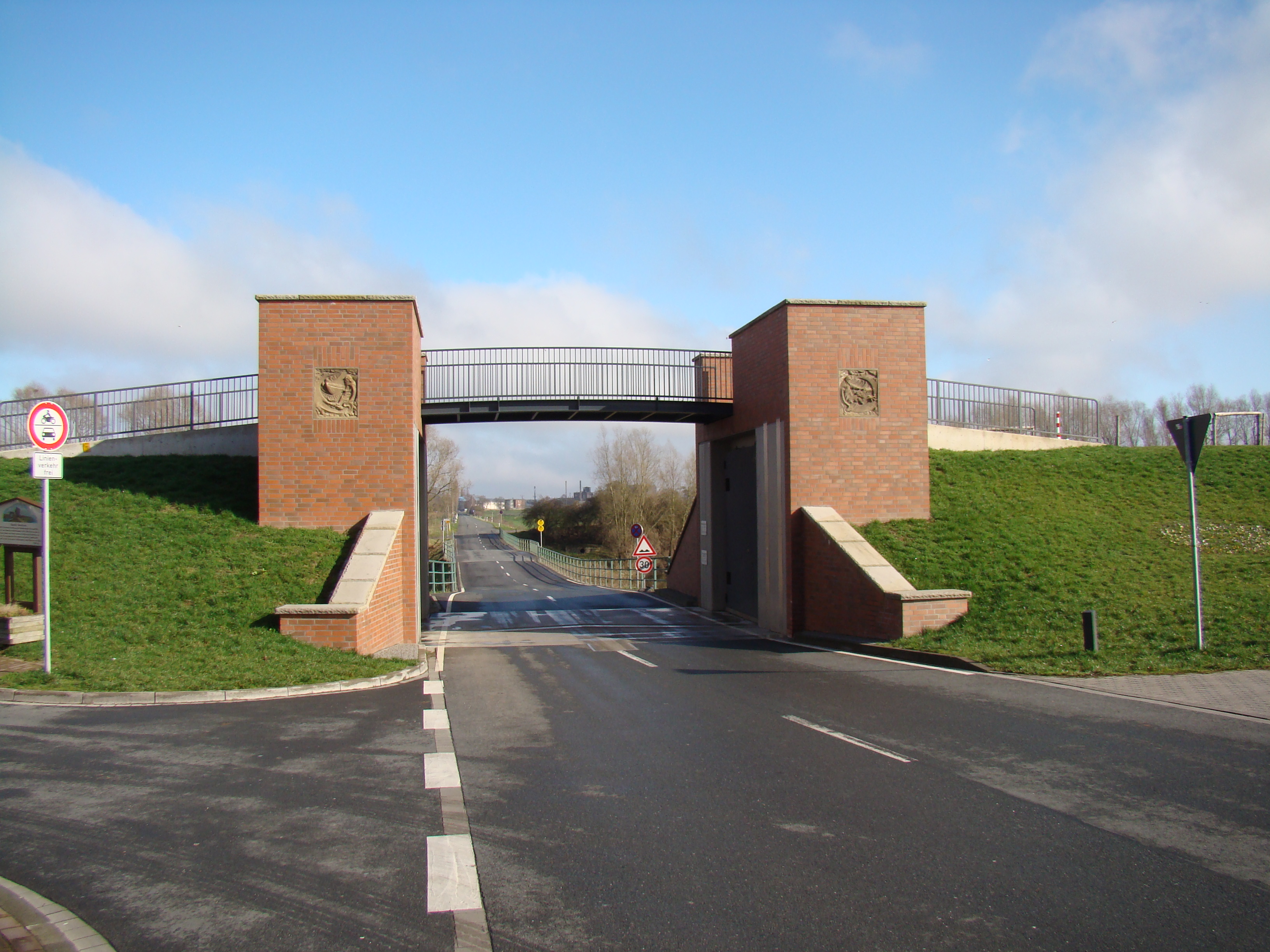
Dijk in Griethausen met coupure voor de Rheinstraße naar Spyck, Salmorth en Schenkenschanz